# Incasemidalis meinanderi
Incasemidalis meinanderi is een insect uit de familie van de dwerggaasvliegen (Coniopterygidae), die tot de orde netvleugeligen (Neuroptera) behoort. 
De wetenschappelijke naam Incasemidalis meinanderi is voor het eerst geldig gepubliceerd door Adams in 1973.